# Caecum insularum
Caecum insularum är en snäckart som beskrevs av Moore 1969. Caecum insularum ingår i släktet Caecum och familjen Caecidae. Inga underarter finns listade i Catalogue of Life.